# Luca Barnocchi
Luca Barnocchi (Verchiano, 21 ottobre 1905 – Foligno, 14 gennaio 1974) è stato un inventore e ingegnere italiano.

## Biografia

La vettura realizzata da Luca Barnocchi nel 1947, a fianco il tecnico meccanico Luigi Cavallini

Disegno originale della carrozzeria della vettura realizzata da Luca Barnocchi nel 1947

La vettura di Luca Barnocchi (alla guida), senza carrozzeria durante le prove nel 1947

Compì i primi studi presso il collegio Rosi di Spello e poi studiò a Camerino. In seguito si dedicò sempre a studi di fisica ed ingegneria meccanica.
Gli studi di fisica ed ingegneria meccanica lo portarono a dedicarsi anche alla meccanica automobilistica: nel 1947 realizzò, tra l'altro, un'automobile con caratteristiche avveniristiche sia per aerodinamica che per meccanica. Questo veicolo aveva quattro ruote motrici e sterzanti e sospensioni idropneumatiche (simili a quelle che adottò, tempo dopo, la Citroën), ma restò solo un prototipo. Modificò la Fiat 600 dotandola di motore e trazione anteriori e donò vari brevetti per autoveicoli all'Esercito Italiano. Altri suoi brevetti riguardarono un metodo per la produzione del deuterio, una tecnica per la realizzazione di solai in cemento armato, l'accensione elettronica per i vari motori a combustione interna, un metodo per la produzione sotto vuoto di paste alimentari, un differenziale in bagno di mercurio ed altri ancora.
A cavallo tra gli anni quaranta e cinquanta ideò la realizzazione degli stabilimenti aeronautici dell'O.M.A. che furono poi realizzati dal cugino, l'ing. Umberto Tonti, ma non entrò mai nella società.
Una sua attività fu per anni quella d'imprenditore edile, la sua impresa contava oltre 300 dipendenti. Tra le più importanti realizzazioni, tutte nel comune di Foligno, sono da annoverare la centrale idroelettrica di Rasiglia (riattivata di recente), di cui curò anche la parte elettromeccanica, il quartiere "INA Casa", la Scuola Elementare "Santa Caterina", la scalinata del Parco dei Canapè e la ristrutturazione della Cattedrale di San Feliciano gravemente danneggiata dai bombardamenti della seconda guerra mondiale.
Nel 1958 si trasferì per alcuni anni a San Paolo del Brasile, dove conseguì la laurea in ingegneria meccanica e lavorò presso l'industria automobilistica Willys do Brasil.
Tornato a Foligno, si dedicò ancora ai suoi studi, tra cui uno (mai pubblicato) sulla gravitazione universale.
Nel 1946 è stato anche promotore, insieme ad Emilio De Pasquale e ad altri concittadini, della moderna edizione della Giostra della Quintana, di cui curò anche l'aspetto scenografico e l'ambientazione, noleggiando a proprie spese i costumi per i figuranti.
È stato il primo Presidente dell'Ente Giostra della Quintana, carica che ricoprì per alcuni anni.